# فیلاگو
فیلاگو (به ایتالیایی: Filago) یک کومونه در ایتالیا است که در استان برگامو واقع شده‌است.

## خصوصیات
فیلاگو ۵٫۳ کیلومترمربع مساحت و ۲٬۸۷۶ نفر جمعیت دارد و ۱۹۰ متر بالاتر از سطح دریا واقع شده‌است.